# 铊
鉈（轉寫为thallos，直譯为綠芽）是一種化學元素，其化學符號为Tl，原子序數为81，原子量為204.38 u。鉈是質軟的灰色貧金屬，在自然界並不以單質存在。鉈金屬外表和錫相似，但會在空氣中失去光澤。兩位化學家威廉·克魯克斯和克洛德-奧古斯特·拉米在1861年獨立發現這一元素。他們都是在硫酸反應殘留物中發現了鉈，並運用當時新發明的火焰光譜法對其鑑定，觀測到鉈會產生明顯的綠色譜線。其名稱「Thallium」由克魯克斯提出，來自希臘文中的（thallos），即「綠芽」之意。翌年，拉米用電解法成功分離出鉈金屬。
鉈在氧化後，一般擁有+3或+1氧化態，形成離子鹽。其中+3態與同樣屬於硼族的硼、鋁、鎵和銦相似；但是鉈的+1態則比其他同族元素顯著得多，而且和鹼金屬的+1態相近。鉈(I)離子在自然界中大部份出現在含鉀礦石中。生物細胞的離子泵處理鉈(I)離子的方式也和鉀類似。
在商業開採方面，鉈是硫化重金屬礦提煉過程的副產品之一。總產量的60-70%應用在電子工業，其餘則用於製藥工業和玻璃產業。鉈還被用在紅外線探測器中。放射性同位素鉈-201（以水溶氯化亞鉈的形態），在核醫學掃描中可用作示蹤劑，例如用於心脏压力测试。
水溶鉈鹽大部份幾乎無味，且都是劇毒物，曾被用作殺鼠劑和殺蟲劑以及謀殺工具。這類化合物的使用已經被多國禁止或限制。鉈中毒會造成脫髮。

## 性質
鉈金屬非常軟，可延展性很高，在室溫下可以用刀切割。它具有金屬光澤，但在接觸空氣之後，會變為藍灰色，與鉛相似。長期置於空氣中的鉈會形成厚厚的氧化表層。要保存它的光澤，可以將其浸泡在油裡。當接觸水後，會形成氫氧化鉈。硫酸和硝酸能快速溶解鉈，分別形成硫酸亞鉈和硝酸亞鉈，而盐酸則會使鉈表面形成一層不可溶的氯化鉈。Tl+/Tl的標準電極電勢為−0.34V，比鐵的−0.44V稍低。

### 同位素
鉈共有41種同位素，質量數介乎176和216之間，其中203Tl和205Tl是稳定同位素。205Tl是自然界中錼衰變鏈的最終產物，不過其母同位素209Bi的半衰期極長，超過宇宙年齡的十億倍。
204Tl（半衰期3.78年）是鉈最長壽的放射性同位素，可以在核反應爐中對鉈的穩定同位素中子活化製成。
202Tl（半衰期12.23天）可以在迴旋加速器中合成。
201Tl（半衰期73小時）會以電子捕獲的方式衰變，並釋放X射線（能量約为70至80 keV）以及總豐度為10%、能量分別為135和167 keV的光子。它既能提供良好的示蹤效果，又不會使病人承受過大的輻射劑量，所以是核醫學成像的理想示蹤劑。它是鉈元素核子心脏压力测试中最常用的同位素。
208Tl（半衰期3.05分鐘）是釷衰變鏈的自然產物之一。它所釋放的2615 keV伽馬射線是自然背景輻射中的一大主要高能特徵。

### 化學性質
鉈的兩個主要氧化態為+1和+3。當處於+1態時，鉈化合物和鉀或銀的化合物十分相近，因此在元素剛被發現後不久，一些歐洲化學家（英國除外）曾把它當做鹼金屬。:126
氧化態為+3的化合物與相對應的鋁(III)化合物相似。Tl(III)具有較高的氧化性，如Tl3+ + 3 e– → Tl(s)反應的還原電勢為+0.72 V。氧化鉈是一種黑色固體，在800 °C以上溫度會分解，形成氧化亞鉈和氧氣。

## 化合物

### 鉈(III)
鉈(III)化合物類似於鋁(III)化合物。不过，铊(III)是一種強氧化劑，可以从正的Tl3+/Tl还原电位看出。有些熟悉的混合價化合物像是三氧化四鉈和二氯化鉈就含有三價鉈離子和一价铊离子。铊(III)的氧化物三氧化二鉈是一種黑色的固體，800℃下分解。
最簡單的鉈(III)化合物是三氫化鉈（TlH3），不過太不穩定而不能大量存在，這是因為鉈在+3氧化態時的不穩定，以及鉈6s和6p軌域與氫的1s軌域重疊不良所致。鉈的三鹵化物更穩定，然而它们的化學性質不同於其餘較輕的13族元素，且在13族中是最不穩定的。举个例子，氟化鉈（TlF3），具有β-BiF3（與三氟化釔相同）結構而不是13族較輕元素的三氟化物結構，且不會在水溶液中形成氟化鉈複合陰離子（TlF4−）。鉈的三氯化物和三溴化物在室溫時能自身氧化還原得到單鹵化物，三碘化鉈（TlI3）含有線形的三碘陰離子（I3−）並且是一價鉈的化合物。三價鉈的硫屬化物並不存在。

### 鉈(I)
鹵化鉈(I)穩定的。由于Tl+陽離子较大，它的氯化物和溴化物具有氯化銫結構，而氟化物和碘化物则是變形的氯化鈉結構。類似对应的銀化合物，氯化鉈、溴化鉈和碘化鉈有感光性。鉈(I)化合物的穩定性與13族其他化合物的差別在於：它有穩定的氧化物、氫氧化物和碳酸鹽，也有許多硫屬化合物存在。
複鹽 Tl4(OH)2CO3顯示其具有以羥基為中心的鉈三角形，在[Tl3(OH)]2+的固態結構中反覆出現。

### 有機鉈化合物
鉈的有機化合物傾向變成熱不穩定的，與第13族熱穩定性降低的趨勢一致。鉈在水溶液中形成穩定的[Tl(CH3)2]+離子。和等電子体二甲基汞和二甲基鉛離子类似，它具有直線型的結構。三甲基鉈和三乙基鉈與鎵、銦的化合物一樣，都是低熔點的易燃液體。铊能形成茂基配合物环戊二烯基铊，这点和铟相似。

## 歷史
1861年，威廉·克魯克斯和克洛德-奧古斯特·拉米（Claude-Auguste Lamy）利用火焰光譜法，分別獨自發現了鉈元素。由於在火焰中發出綠光，所以克魯克斯提議把它命名為「Thallium」，源自希臘文中的（thallos），即「綠芽」之意。
在羅伯特·威廉·本生和古斯塔夫·基爾霍夫發表有關改進火焰光譜法的論文，以及在1859至1860年發現銫和銣元素之後，科學家開始廣泛使用火焰光譜法來鑑定礦物和化學物的成份。克魯克斯用這種新方法判斷硒化合物中是否含有碲，樣本由奧古斯特·霍夫曼數年前交給克魯克斯，是德國哈茨山上的一座硫酸工廠進行鉛室法過程後的產物。到了1862年，克魯克斯能夠分離出小部份的新元素，並且對它的一些化合物進行化學分析。拉米所用的光譜儀與克魯克斯的相似。以黃鐵礦作為原料的硫酸生產過程會產生含硒物質，拉米對這一物質進行了光譜分析，同樣觀察到了綠色譜線，因此推斷當中含有新元素。他友人弗雷德·庫爾曼（Fréd Kuhlmann）的硫酸工廠能夠提供大量的副產品，這為拉米的研究帶來了化學樣本上的幫助。他判斷了多種鉈化合物的性質，並通過電解法從鉈鹽產生了鉈金屬，再經熔鑄後製成了一小塊鉈金屬。
拉米在1862年倫敦國際博覽會上「為發現新的、充裕的鉈來源」而獲得一枚獎章。克魯克斯在抗議之後，也「為發現新元素鉈」而獲得獎章。兩人之間有關發現新元素的榮譽之爭議持續到1862至1863年。爭議在1863年6月克魯克斯獲選為英國皇家學會院士之後逐漸消退。
鉈一開始的最大用途是殺鼠劑。在多次意外之後，美國於1972年2月經第11643號行政命令禁止使用鉈殺鼠劑。其他國家也接連實施禁令。

## 存量及生產
鉈在地球地殼中并不屬於稀有的物質，含量約為0.7 mg/kg，主要存在於黏土、土壤和花崗岩中的鉀基礦物內。然而在商業上從這些礦物開採鉈卻並不容易。銅、鉛、錫等重金屬硫化礦中含有微量的鉈元素，這才是其最大的實際來源。

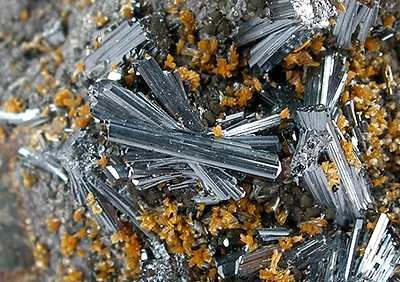
硫砷鉈鉛礦晶體（TlPbAs_{5}S_{9}）

含有鉈的礦物包括硒鉈銀銅礦（TlCu7Se4）、硫砷鉈鉛礦（TlPbAs5S9，亦稱紅鉈鉛礦）以及紅鉈礦（TlAsS2）等。黃鐵礦中也含有微量的鉈，鉈是黃鐵礦加工生產硫酸過程中的一種副產品。
鉈也可以從鉛和錫礦的冶煉過程中取得。海床上所發現的錳結核含有鉈，但如此的開採成本高昂，不切實際。開採過程還可能對生態環境造成破壞。另外，以銻、砷、銅、鉛或銀為主要成份的一些礦物可以含有16%至60%的鉈，但這類礦物極為罕見，所以並未成為商業開採的主要來源。位於馬其頓南部的阿爾沙爾礦場是歷史上唯一一處開採鉈的礦場。礦藏是幾種稀有鉈礦物的來源，如紅鉈礦，估計總的鉈含量仍有500噸。
鉈是銅、錫和鉛冶煉過程的副產品，可以從煙氣或熔渣中萃取出來。這些物質都含有許多鉈以外的礦物雜質，所以首先要純化。原料經鹼或硫酸浸洗後，可洗出鉈元素，經沉澱移除更多的雜質。最後產生的硫酸鉈可以經電解把鉈金屬堆積在鉑片或不鏽鋼片上。美國地質調查局估計，鉈的全球總年產量為10噸左右。產量在1995年至2009年間從15噸下降到10噸，降幅為33%。如果鉈有更大的實際應用，例如仍在實驗階段的含鉈高溫超導體，根據目前鉈礦藏的存量，產量是能夠重新提高的。

## 應用

### 已淘汰的用途
硫酸亞鉈無臭無味，曾被廣泛用作殺鼠劑和殺蟲劑。自1972年起，美國已禁止硫酸亞鉈的使用，其他國家也接著陸續實施禁令。人們曾使用鉈鹽來治療癬等皮膚感染病，以及減輕肺結核病人夜間盜汗的情況。不過此用途頗為有限，因為鉈鹽的治療指數區間較窄，更先進的相應藥物也很快將其淘汰。

### 光學
溴化亚铊和碘化亚铊晶體硬度較高，而且能夠透射波長極長的光線，所以是良好的紅外線光學材料，商品名為KRS-5和KRS-6。氧化亞鉈可用來製造高折射率玻璃，而與硫或硒和砷結合後，可以製成高密度、低熔點（125至150 °C）玻璃。這種玻璃在室溫下特性和普通玻璃相似，耐用、不溶於水，且具有特殊的折射率。

### 電子

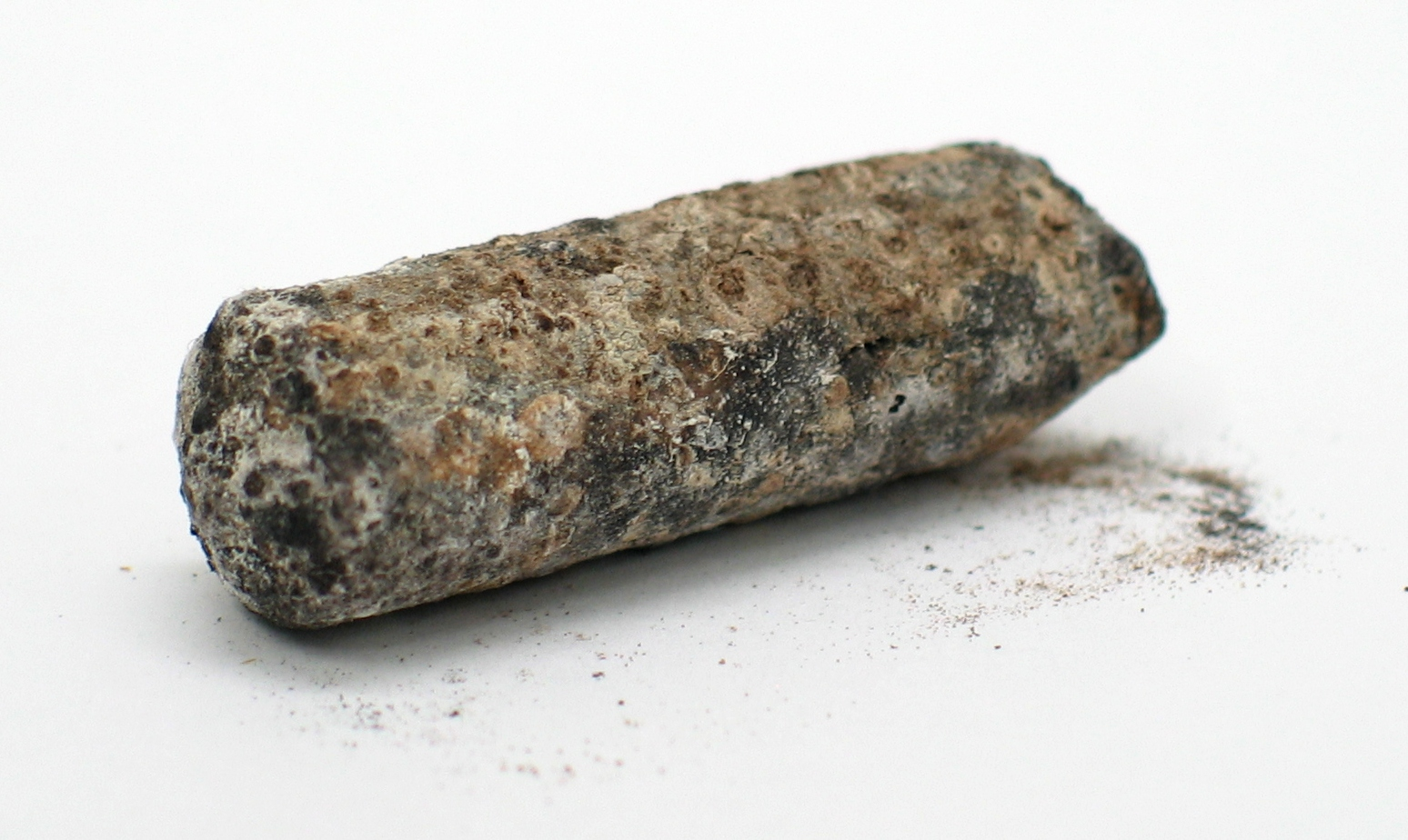
受侵蝕的鉈金屬棒

硫化亞鉈的電導率會隨紅外線的照射而變化，所以能應用於光敏電阻。硒化鉈被用於輻射熱測量計中，以探測紅外線。在硒半導體中摻入鉈，可以提高其效能，所以一些硒整流器中含有這種含鉈半導體。另一項鉈的應用是在伽馬射線探測器中的碘化鈉裡作摻雜物。碘化鈉晶體內摻入少量鉈，可以增強它產生電離閃爍的效果。氧分析儀中的一些電極也含有鉈元素。

### 高溫超導
科學家正在研究鉈高溫超導體，潛在應用包括磁共振成像及發電和電力傳輸等。這些研究在1988年首個鉈鋇鈣銅氧超導體被發現之後開始。銅酸鉈超導體的臨界溫度超過120 K。一些摻汞的銅酸鉈超導體在常壓下的臨界溫度甚至超過130 K，幾乎達到已知臨界溫度最高的銅酸汞超導體。

### 醫學
在核醫學廣泛使用鎝-99m之前，半衰期為73小時的鉈-201曾經是核心動描記所使用的主要放射性同位素。今天，鉈-201也被用於針對冠心病危險分層的負荷測試當中。這一同位素的產生器與用來生成鎝-99m的類似。產生器中的鉛-201（半衰期9.33小時）會經電子捕獲衰變成鉈-201。鉛-201則是在迴旋加速器中通過(p,3n)或(d,4n)反應分別用質子或氘核撞擊铊而產生的。

#### 鉈負荷測試
鉈負荷測試是閃爍掃描法的一種，它通過測量鉈的含量來推算組織血液供應量。活心肌細胞擁有正常的鈉鉀離子交換泵。Tl+離子會與K+泵結合，進入細胞內。運動以及腺苷、雙嘧達莫等血管擴張劑都可以造成冠狀動脈竊流。擴張了的正常動脈血液量和流速都會增加，梗死或缺血的組織則會呈現較小的變化。這種血液重組現象是缺血性冠心病的徵兆。通過比對負荷前後的鉈分佈情況，可以判斷需要進行心肌血管重建術的組織部份。

### 其他用途
一種汞鉈合金在鉈含量為8.5%時形成共晶系統，其熔點為−60 °C，比汞的熔點還要低20 °C。這種合金被用於溫度計和低溫開關當中。在有機合成方面，鉈(III)鹽（如三硝酸鉈和三乙酸鉈）可以為芳香烴、酮類、烯烴等的轉化反應作試劑。鉈是鎂海水電池陽極板的合金材料成份之一。可溶鉈鹽加入鍍金液中，可以加快鍍金速度和降低鍍金層的粒度。
甲酸鉈(I)（Tl(CHO2)）和丙二酸鉈(I)（Tl(C3H3O4)）的等量混合水溶液稱為克列里奇溶液（Clerici solution，亦稱輕重礦分離液）。它是一種無臭液體，顏色會隨鉈鹽濃度的降低而從黃色變為清澈。溶液在20 °C密度為4.25 g/cm3，是已知最重的水溶液之一。人們利用礦物在克列里奇溶液上漂浮的原理，測量各種礦物的密度。然而由於鉈的毒性和溶液的腐蝕性，這種方法逐漸被淘汰了。
碘化鉈可以添加在金屬鹵化物燈中，優化燈的溫度和顏色。它可以使燈光靠近綠色，這對水底照明非常有用。

## 毒性及污染
鉈及其化合物毒性極高，在處理時的安全措施需格外嚴格。迄今已有多件因鉈中毒而死亡的案例。 中国大陆最著名的铊中毒为朱令案。鉈需避免與皮膚接觸，而在熔化鉈金屬時，也需保證充分的通風。鉈(I)化合物的水溶性高，可以輕易透過皮膚吸收。根據美國勞工部，鉈的允許暴露限值為，平均8小時內每平方米不超過0.1毫克。經皮膚進入體內的鉈可以超過經呼吸吸收的量。鉈對於人類是一種懷疑致癌物。由於毒性高、幾乎無味、可溶於水，所以歷史上因意外或犯罪導致鉈中毒死傷的案例並不鮮見。
從人體移除鉈元素的方法之一是使用能夠吸收鉈的普魯士藍。病人每天需口服最多20克普魯士藍，藥物通過消化系統後經糞便排出體外。血液透析和血液灌流方法也可以把鉈從血液中移除。在治療的後期階段，病人需服用額外的鉀，把鉈從組織中帶出來。
根據美國國家環境保護局，鉈的人為污染源包括水泥工廠所排放的氣體、發電廠所燃燒的煤以及金屬下水道。礦物加工時對鉈淋溶的過程是造成水源中鉈含量增高的主要原因。

## 延伸阅读
- Greenwood, Norman  N.; Earnshaw, Alan.  2nd. Butterworth-Heinemann. 1997. ISBN 978-0-08-037941-8.

## 外部連結
- 元素铊在洛斯阿拉莫斯国家实验室的介紹（英文）
- —— 铊（英文）
- 元素铊在The Periodic Table of Videos（諾丁漢大學）的介紹（英文）
- 元素铊在Peter van der Krogt elements site的介紹（英文）
- WebElements.com – 铊（英文）
- Toxicity, thallium （页面存档备份，存于）
- NLM hazardous substances databank – Thallium, elemental （页面存档备份，存于）
- ATSDR – ToxFAQs
- CDC - NIOSH Pocket Guide to Chemical Hazards （页面存档备份，存于）